# Citroën C6
Citroën C6 — полноразмерный седан E-класса, выпускавшийся подразделением Citroën концерна PSA Group с 2005 по 2012 год. Будучи флагманской моделью компании, он пришёл на замену морально и технически устаревшему XM. Модель не смогла обрести популярность — было продано около 20 тысяч машин. Различные автомобильные издания также оценили автомобиль средне. C6 известен тем, что с 2005 по 2008 год был автомобилем президента Франции.

## История

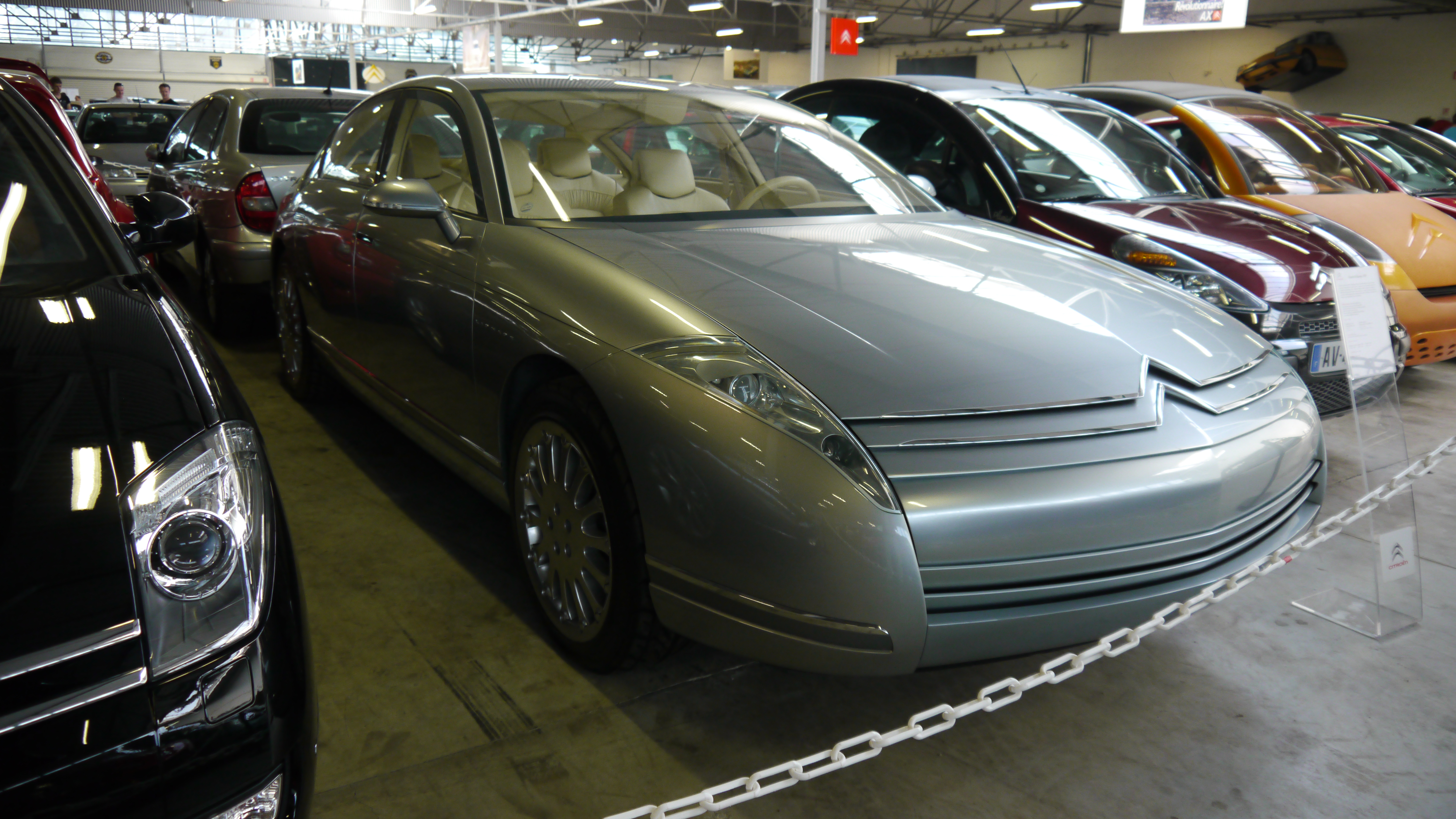
Citroën C6 Lingage

В течение 1990-х годов флагманской моделью Citroën был XM, выпущенный ещё в 1989 году. К концу десятилетия XM начал устаревать, и поэтому компания стала разрабатывать новый автомобиль ему на замену. В марте 1999 года на автосалоне в Женеве был представлен концепт-кар Citroën C6 Lignage. В отличие от серийной модели, данный концепт имеет распашные двери (задние открываются назад и только, когда открыты передние) и несколько иной экстерьер и интерьер. Изначально компания заявляла, что не планирует серийный выпуск данной модели, но, как оказалось, это было неправдой.
Вместе с тем, серийное производство Citroën C6 началось лишь спустя почти 6 лет после того как последний XM сошёл с конвейера. Презентация серийной модели состоялась на Женевском автосалоне в марте 2005 года, а продажи начались в ноябре. Изначально Citroën планировал производить не более 30 тысяч машин в год, поскольку высокого уровня продаж, сравнимого с немецкими конкурентами, компания не предполагала. До премьеры публиковались сведения, что на базе этой модели будет создано купе C7, но автомобиль с подобным названием выпущен не был.
В июне 2005 года были опубликованы цены на модель: в минимальной комплектации цена составляла 55 100 евро, а максимальная цена — 70 900 евро. Продажи модели в России начались в первом квартале 2006 года. Модель поставлялась даже в Австралию: в марте 2006 года модель была показана на автосалоне в Брисбене, а продажи стартовали в конце 2006 года по цене от 102 до 108 тысяч долларов. С марта 2007 года начались поставки в Бразилию, но в объёмах не более 40 машин в год. Цена автомобиля там составляла около 230 тысяч реалов. Кроме Бразилии, поставки начались также в Аргентину по цене от 235 до 256 тысяч песо. Однако, уже в 2008 году были прекращены поставки в Бразилию, а в 2010 году — в Аргентину из-за крайне низкого уровня продаж.
В 2012 году модель постепенно начала уходить с рынков. Продажи модели в Великобритании и Австралии были свёрнуты в мае 2012 года. Производство модели во Франции и её продажи в Европе завершились спустя 7 лет после выпуска, в декабре 2012 года.
С 2016 года в Китае продаётся автомобиль с аналогичным названием, однако построенный на платформе Peugeot 508 и не имеющий к предыдущему никакого отношения.

## Дизайн и конструкция

### Экстерьер

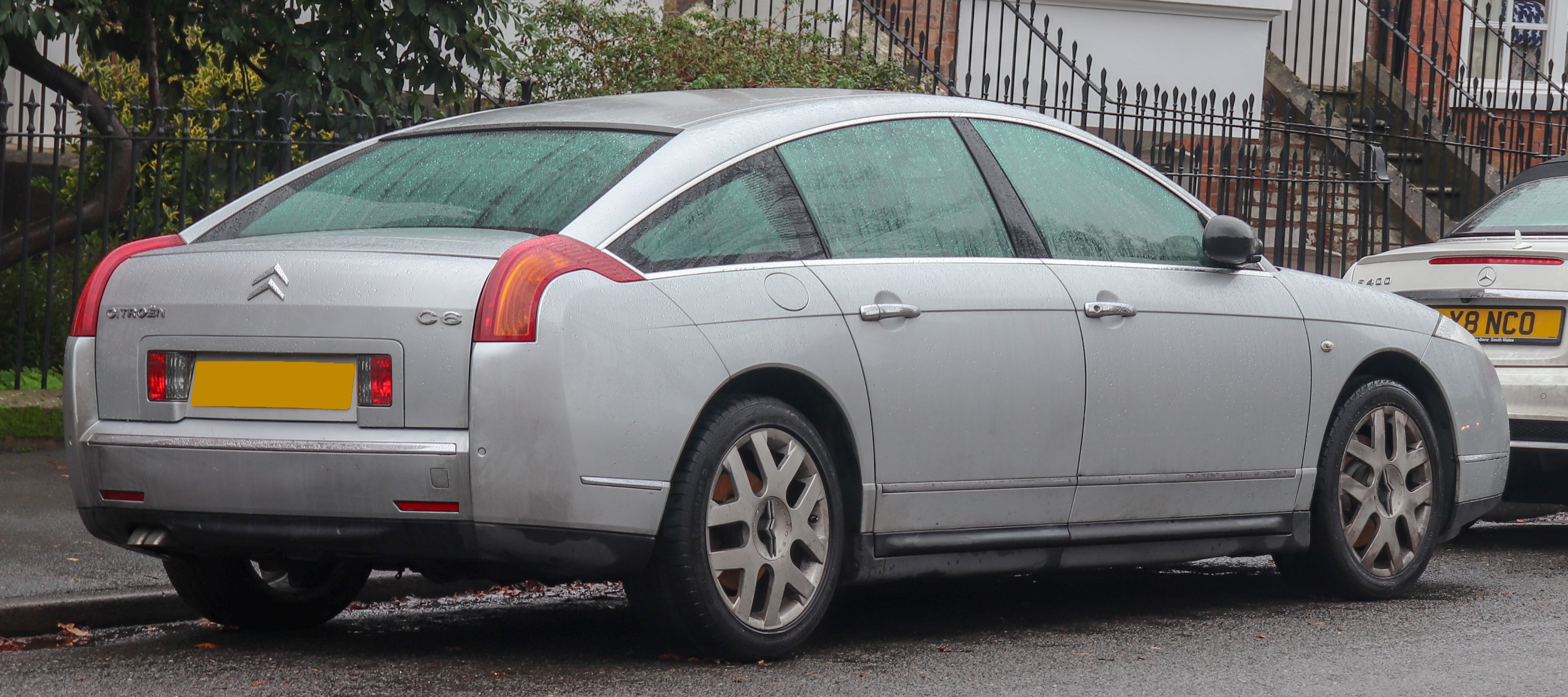
Вид сзади

Автомобиль является седаном, однако форма кузова в сочетании с задними стойками крыши и задними фонарями придаёт ему вид хетчбэка. Дизайн передней части похож на таковые у остальных автомобилей Citroën — эмблема производителя вписана в контур решётки радиатора. Передние фары — ксеноновые и поворачиваются вместе с рулём (такая же функция присутствует у моделей C4 и C5). В дверях стёкла без рамок. Это, как и многие элементы кузова, скопировано с более старых моделей Citroën — DS и CX. Заднее стекло вогнутое, что является редкостью для автомобилей. На крышке багажника присутствует спойлер, он автоматически раскрывается на скорости 65 км/ч, а на скорости 125 км/ч он встаёт под углом 45°, чтобы снизить подъёмную силу.

### Интерьер

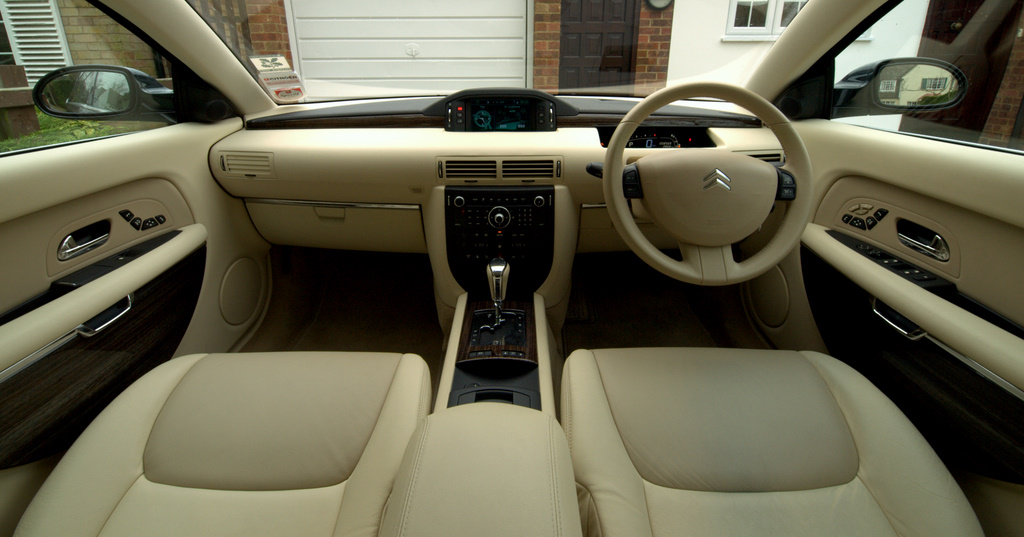
Интерьер с белой обивкой

Обивка сидений — кожаная, а по бокам сидений присутствует бархат. Руль установлен на очень широкую ступицу и почти не имеет кнопок, а управление аудиосистемой находится на подрулевом лепестке. Панель приборов представляет собой цифровой вакуумно-люминесцентный дисплей с цифровым значением скорости. По контуру дисплея расположены тахометр и датчик топлива, а также различные индикаторы. На центральной консоли — широкая панель с множеством кнопок. Над ней расположен дисплей с навигационной системой. Справа и слева от консоли с кнопками вставлены подстаканники, их можно раскрыть, нажав на крышку. За дополнительную плату можно заказать проектор, который будет проецировать значение скорости на лобовое стекло. В дверях установлены карманы с крышкой из дерева в форме полумесяца. Чтобы их открыть, нужно потянуть крышку вниз, а чтобы закрыть — нажать на кнопку на ручке крышки, и всё закроется само.
Задние сидения обладают широким спектром опций, особенно в комплектации Lounge. В данной комплектации каждое из трёх сидений регулируется отдельно. При нажатии на кнопку в торце заднего подлокотника сиденье сдвигается вперёд, увеличивая наклон спинки. В подлокотнике также есть кнопка, которое сдвигает переднее пассажирское сиденье (если там никого нет) максимально вперёд, увеличивая место для ног.

### Технические характеристики
Автомобиль построен на удлинённой платформе PF3, которую делит с моделью C5, а также с Peugeot 407 и 508. На автомобиль ставится система Hydractive, обеспечивающая плавность хода и лучшую управляемость. Жёсткий и мягкий режимы подвески переключаются автоматически. Передняя подвеска — двухрычажная, задняя — многорычажная, такую конфигурацию модель делит с Peugeot 407. Двигателей было доступно два: трёхлитровый бензиновый V6 мощностью 211 л.с и турбодизельный V6 объёмом 2,7 литра мощностью 204 л.с, разработанный совместно с Ford (в России недоступен). Позже был добавлен третий — двухлитровый рядный четырёхцилиндровый дизельный мотор мощностью 173 л.с. Коробка передач — шестиступенчатая автоматическая.

## Безопасность
Модель, помимо подушек безопасности и преднатяжителей ремней оснащена несколькими необычными для своего времени решениями. Так, капот при столкновении с пешеходом слегка «подпрыгивает» сзади, чтобы снизить для пострадавшего риск получения серьёзных травм. В автомобиле также установлена система предупреждения о сходе с полосы: когда автомобиль без поворотника начинает покидать полосу, кресло водителя начинает вибрировать, причём только с той стороны, куда автомобиль направляется.

### Тесты EuroNCAP
Автомобиль прошёл краш-тест EuroNCAP в 2005 году. Результат отличный: при фронтальном краш-тесте серьёзных повреждений водитель и пассажиры не получили. Автомобиль стал первой моделью, получившей за защиту пешеходов максимальные 4 звезды, всё благодаря конструкции переднего бампера и вышеупомянутой системе «подпрыгивания» капота.

## Обзоры и оценки
Российское автомобильное издание «Авторевю» в 2006 году сравнивало C6 с двумя другими автомобилями E-сегмента: Lexus GS 300 и Chrysler 300C. Сразу же было обнаружено преимущество французского седана в дизайне, однако следствием этого дизайна выделили плохую обзорность и неудобные зеркала заднего вида. Ещё одним плюсом выделили широкие возможности регулировки задних сидений. Из других минусов были отмечены: долгий разгон автомобиля и поведение подвески на неровной дороге. Издание «За рулём», сравнивая автомобиль с Volvo S80, Mercedes-Benz E-классом и Honda Legend, также отметила превосходство в плане дизайна и недостаток в плане разгона и управляемости. Также редакцию не обрадовала «специфическая эргономика».
Иностранные издания оценили автомобиль средне. Согласно «Auto Express», некоторые пассажиры из-за плохой работы системы Hydractive «жаловались на морскую болезнь». Издание также отметило слабые тормоза. Общая оценка — 2 из 5. Журнал «Car» в целом оценил автомобиль на 3 из 5: факторы дизайна и удобства получили 4 из 5, а факторы управляемости и мощности двигателя — 3 из 5.

## Отзывные кампании
Автомобиль прошёл через шесть отзывных кампаний. Первая случилась в декабре 2006 года из-за возможности протекания топлива. В 2008 году случилось четыре отзывных кампании: Первая и вторая — из-за возможности «потери помощи при торможении», третья — из-за возможной утечки из возвратной трубы дизельного двигателя, а четвёртая — из-за проблемы с подзарядкой аккумулятора. Последний отзыв произошёл в октябре 2009 года из-за возможной проблемы с эффективностью тормозов.

## Производство и продажи

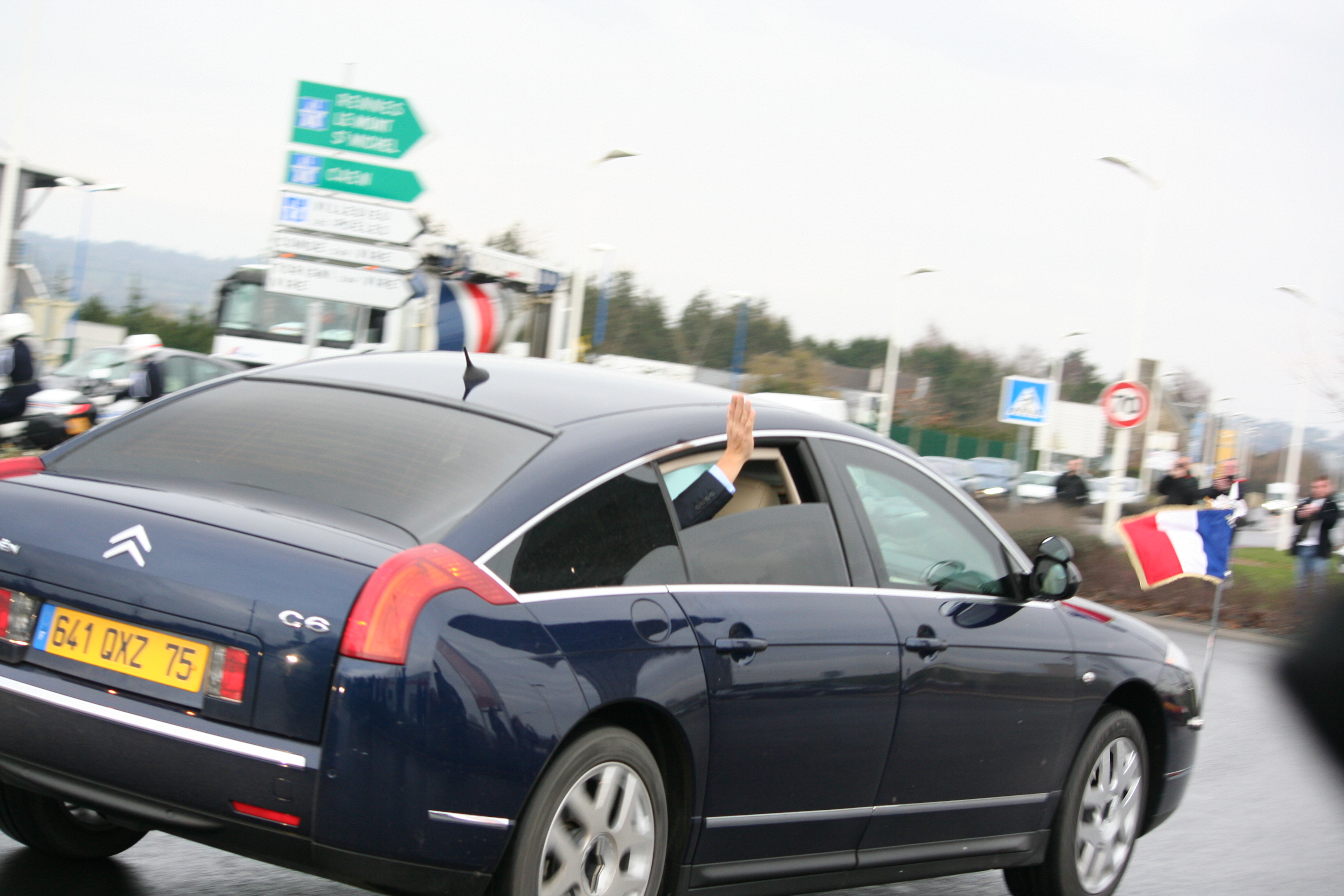
Николя Саркози машет из салона президентского Citroën C6 (12 января 2009)

Модель не оправдала ожиданий: за все годы выпуска, согласно статистике, было продано лишь около 19 тысяч автомобилей, что меньше даже той цифры, которую компания ставила в начале выпуска — 30 тысяч машин ежегодно (всего произвели 23 421 автомобиль). В Австралии к середине 2008 года было продано всего 74 автомобиля, а в 2012 году — всего 3. Журнал «За рулём» даже внёс C6 в топ-10 самых провальных автомобилей XXI века.
| Страна       | Календарный год | Календарный год | Календарный год | Календарный год | Календарный год | Календарный год | Календарный год | Календарный год | Календарный год | Итого  |
| Страна       | 2004            | 2005            | 2006            | 2007            | 2008            | 2009            | 2010            | 2011            | 2012            | Итого  |
| ------------ | --------------- | --------------- | --------------- | --------------- | --------------- | --------------- | --------------- | --------------- | --------------- | ------ |
| Европа       | -               | 269             | 5276            | 7141            | 2927            | 1628            | 1362            | Неизвестно      | Неизвестно      | 18 603 |
| Россия       | -               | 1               | 43              | 26              | 12              | 13              | 5               | 11              | Неизвестно      | 111    |
|              |                 |                 |                 |                 |                 |                 |                 |                 |                 |        |
| Производство | 1               | 733             | 9135            | 7343            | 1667            | 982             | 1114            | 1029            | 1417            | 23 421 |

## Автомобиль президента Франции
Несмотря на свою непопулярность, модель получила известность благодаря тому, что с 2005 по 2009 год использовалась в качестве служебного автомобиля президента Франции. Сначала на ней ездил Жак Ширак, а потом и Николя Саркози. С 2008 года вместо Citroën C6 Саркози стал использовать автомобиль Renault Vel Satis.